# 李彦 (足球运动员)
李彦（1980年6月20日—），男，中国足球运动员，能够胜任中场多个位置，曾经担任中国国奥队队长，也是前中国国家队成员。现为足球评论员。

## 职业生涯
李彦在1998年的甲B联赛中崭露头角，年底所在球队上海航星降级，与上海浦东合并，李彦就随之来到了上海浦东队。此后球队和俱乐部发生多次变化，并迁往西安，李彦都留在队内，长期担任队长，是球队元老和绝对主力。
2010年，李彦因家庭方面的原因选择加盟了离上海较近的杭州绿城。李彦一共在中超联赛中出场29次，打进2球还有7次助攻。为杭州绿城首次打进亚冠立下了汗马功劳。
2011年，李彦一直受困于脚踝的伤势，同年5月李彦表示无法为杭州绿城做出贡献，也不想再白拿薪酬，于是选择了退役。而杭州绿城在亚冠客场与艾因的比赛成为李彦职业生涯最后一场比赛。